# Jürgen Richter (Animator)
Jürgen Richter (* 17. Juli 1961 in Planegg bei München) ist ein deutscher Animator und Filmregisseur.

## Leben
Nach dem Abitur studierte Richter Kommunikationsdesign an der Fachhochschule Augsburg mit Schwerpunkt Zeichentrickfilm bei Professor Ottmar „Odty“ Uhlig. Den ersten Job nach dem Studium erhielt er im Münchner Studio von Curt Linda. Neben  Projekten für das ZDF und den ORF arbeitete er als Animator an dem Kinofilm Harald und die Geister. Danach wechselte er zum TC Studio des Regisseurs und Produzenten Wolfgang Urchs. Dort war er als Lead Animator für die beiden Hauptfiguren des Films Peterchens Mondfahrt zuständig.
Ende 1989 siedelte Jürgen Richter nach London um und wurde Teil des Studios Amblimation von Steven Spielberg, dem Vorläufer des heutigen Dreamworks Animation. Unter der Regie von Phil Nibbelink und Simon Wells arbeitete er als Senior Animator zunächst an Feivel, der Mauswanderer im Wilden Westen, später folgten Vier Dinos in New York und Balto – Ein Hund mit dem Herzen eines Helden.

### Munich Animation
Im März 1995 gründete er gemeinsam mit Eberhard Junkersdorf das Animationsstudio Munich Animation. Als Verantwortlicher des kompletten 2D Bereichs führte er gemeinsam mit Eberhard Junkersdorf und Michael Coldewey Regie an dem Animationsfilm Die Furchtlosen Vier. Es folgten die Co-Produktionen Tobias Totz und sein Löwe  mit Rothkirch Cartoon Film in Berlin und Stupid Studio in Brüssel und Hilfe! Ich bin ein Fisch mit A. Film in Kopenhagen und Terraglyph in Dublin. Bei beiden Filmen war er als Sequence Director verantwortlich.

### Trixter
Anfang 2000 wechselte Jürgen Richter zu Trixter Film. Neben der Arbeit an  Werbefilme im 2D und 3D Bereich wirkte Jürgen Richter bei der Entwicklung einiger Kinofilm Stoffe und der Fernsehserie Hexe Lilli mit. Hier führte er auch bei den ersten beiden Folgen Regie.

### animoto
Im Jahr 2003 gründete Jürgen Richter gemeinsam mit vier Partnern in München das 2D/3D und VFX Studio animoto GmbH. Neben  Werbefilmen  für Danone, Procter & Gamble, Nestlé arbeitete er an TV Filmen wie Elvis und der Mann mit dem roten Mantel für das ZDF, Flipper und Lopaka - Der Film für Junior TV. Als Creative Supervisor war er für animotos Anteil an den Kinofilmen Asterix und die Wikinger  und Das häßliche Entlein und ich verantwortlich.

### Screencraft Entertainment
Heute ist animoto ein Teil der Münchner Produktionsfirma Screencraft Entertainment und  Jürgen Richter unterstützte als Animation Supervisor seines Teams die Constantin Film Produktion Tarzan 3D, unter der Regie von Reinhard Klooss.
Ebenfalls als Animation Supervisor zeichnet er für die Animation des Raben Abraxas in der Kinofilm Produktion Die kleine Hexe verantwortlich.

## Filmografie

### Als Animator
- 1995: Balto – Ein Hund mit dem Herzen eines Helden
- 1993: Souris Souris (Fernsehserie)
- 1993: Vier Dinos in New York
- 1991: Feivel, der Mauswanderer im Wilden Westen
- 1990: Peterchens Mondfahrt
- 1988: Harald und die Geister

### Als Regisseur
- 2005: Flipper und Lopaka – Der Film
- 2003: Hexe Lilli – 2 Folgen
- 2000: Hilfe! Ich bin ein Fisch (Sequence Director)
- 1999: Tobias Totz und sein Löwe  (Sequence Director)
- 1997: Die furchtlosen Vier

### Als Animation Supervisor
- 2018: Die kleine Hexe
- 2013: Tarzan 3D
- 2006: Das häßliche Entlein und ich
- 2005: Elvis und der Mann mit dem roten Mantel (TV-Film)